# Crustulina grayi
Crustulina grayi är en spindelart som beskrevs av Pater Chrysanthus 1975. Crustulina grayi ingår i släktet Crustulina och familjen klotspindlar. Inga underarter finns listade i Catalogue of Life.